# Štítarský vrch
Štítarský vrch (deutsch: Schilderberg) ist ein Hügel an der Grenze zwischen Deutschland und Tschechien, der geologisch und geographisch zum Fichtelgebirge gehört.

## Geographische Lage
Der Gipfel des Schilderbergs, mundartlich nordbairisch: „Schiltaberch“, tschechisch: Štítarský vrch, liegt mit einer Höhe von 716 m ca. 500 m in nördlicher Richtung von der deutsch/tschechischen Grenze entfernt auf tschechischem Gebiet.
Er befindet sich somit nordöstlich von Schönlind bzw. nordwestlich von Neuhausen, westlich des nicht mehr existierenden Schilderner Unterdorfes und südöstlich des ebenfalls nicht mehr vorhandenen Schilderner Ortsteiles Schilderberg.
Der Bergkörper des Schilderbergs liegt zu einem wesentlichen Teil auf bayerischem Gebiet. Er steigt vom Perlenbachgrund, unterhalb des Schlosses Sophienreuth aus südwestlicher Richtung, vom Talgrund östlich von Heinersberg aus westlicher Richtung, vom Höllbachgrund bzw. der Alten Faßmannsreuther Straße aus nordwestlicher Richtung und von Neuhausen her aus südöstlicher Richtung ohne nennenswerte Zwischentäler geradewegs zum Gipfel auf.
In Landkarten aus der Mitte des 19. Jahrhunderts findet man die Bezeichnung „Schilderberg“ westlich des Dorfes Schönlind. Der Schriftzug beginnt im Perlenbachtal bei Sophienreuth und führt über die alte Ascher Straße hinweg bis zu der Stelle an der Landesgrenze, wo die Gemeinden Schildern (tschechisch: Štítary u Krásné) und Mähring (tschechisch: Újezd) aneinandergrenzten.
Wohl deshalb, weil der Schriftzug „Schilderberg“ in den alten Karten, zwischen Baumsymbolen auf grauer Fläche und mit großen Schriftzeichenabständen, nur schwer zu entdecken war, wurde er bei Übertragungen in neuere Karten oft übersehen.
Die aktuelle Karte des Bayerischen Vermessungsamtes zeigt im Auszug aus dem Katasterkartenwerk im Maßstab 1 : 5000 an gleicher Stelle den Schriftzug „Schilderberg“ wie bei der Karte von 1850. Diese Karte wird auch gegenwärtig vom Forstbetrieb Selb bzw. der Bayerischen Staatsforstverwaltung verwendet.
Er ist in der Amtlichen Karte des BayernAtlas, im Internet, in den Zoomstufen 10 bis 12 wieder an alter Stelle eingetragen und wird bei entsprechenden Neuauflagen auch in die anderen Karten übernommen.
Der 716 m hohe, in alten Karten mit 706 m angegebene Schilderberg bot zur Grenzwache vor dem großen Rehauer Wald die besten Möglichkeiten, gewährte er doch guten Einblick in das Gebiet bis Asch (tschechisch: Aš), das Gebiet um Rehau und Hof sowie in das Dorf Mähring.
In diesem mittelalterlichen Wachsystem konnte man sich durch Rauchzeichen und Feuersignale verständigen.

## Geologie
Dieser hufeisenförmige Gebirgszug ist ein Knotengebirge. Es verbindet vier Mittelgebirgszüge – nach Nordosten das Erzgebirge, nach Südosten den Oberpfälzer Wald und den Böhmerwald, nach Südwesten den Fränkischen Jura und nach Nordwesten den Frankenwald, der mit dem Thüringer Wald verbunden ist.
Das Fichtelgebirge ist ein kleiner Überrest des im geologischen Altertum entstandenen Variskischen Gebirges, das durch Mitteleuropa zog und bis nach Südrussland reichte.

## Namensentwicklung
Der Name Variskisches Gebirge wurde von den alten Griechen und Römern verwendet und nahm Bezug auf den auch im Fichtelgebirgsraum lebenden germanischen Volksstamm der Varisker, auch Narisker genannt.
Bei der Deutung des Namens Schilderberg gibt es verschiedene Ansätze, wohl aber keine Beweise für deren Richtigkeit.
„Der Name des Berges sollte besser Schilterberg lauten, was Wächterberg bedeuten würde“, wird da vermutet.
So heißt es in einer Zeugeneinvernahme bei der Bayreuthischen Grenzbegehung 1684 (Bamberger Staatsarchiv, Abschrift von Dr. Klier): „von Rehau her gegen den Schilterberg“, und der Zedtwitz’sche Schäfer Geupel erwähnte 1743 im Eydlichen Zeugenverhör seine Trift „bey dem Schönlinder Grund und Boden vorbei auf den Gipfel des Schilterberg zu“. In Bauers Landkarte steht „Schilderberg“, und in der Flureinteilung 1785 heißt es „Schilderer Berg“.
Der Name Schild kommt auch in Rehau vor. So heißt die Anhöhe zwischen Rehau und Heinersberg Schild. In der Stadt gibt es die Straßenbezeichnungen Am Schild und Schildstraße.
Zudem gab es auf bayerischer Seite die Waldabteilung Schild, die aber bereits vor Jahren in der Waldabteilung Schilderberg aufgegangen ist.
Der frühere Ascher Heimatforscher Richard Rogler leitet den Namen Schilderberg von schildern, da heißt wachen, ab und stellt einen Zusammenhang zwischen dem Schilderberg, der Wach bei Oberschönbach, dem Hainberg (tschechisch: Háj u Aše) „als Mittelpunkt des Zedwitzischen Wachsystems“, dem Wachberg bei Oberreuth (tschechisch: Horní Paseky), dem Wachberg bei Grün (tschechisch: Doubrava u Aše) und dem Wartberg bei Längenau im Selber Gericht, her.
Eine andere Namenserklärung kommt von Rudolf Pellar. Er bringt ihn mit Schelter in Verbindung. Schelter waren die Betreuer herrschaftlicher Schafherden. Der Name beim Schelter, das heißt beim Schäfer, habe sich in einem der acht Schelterhöfe Schönlind bis heute erhalten.

## Dörfer in der Umgebung
Von den Dörfern am Schilderberg existieren nur noch Schönlind und Neuhausen auf deutscher Seite. Die Dörfer Mähring (tschechisch: Újezd) und Schildern (tschechisch: Štítary) mit Schilderberg und Ängerlein auf tschechischer Seite wurden, nach der Vertreibung der deutschen bzw. nordbairischen Bevölkerung, in der Zeit des Kalten Krieges dem Erdboden gleichgemacht. An sie erinnern nur noch die Rodungsinseln und manchmal Baumgruppen, die auf vormalige Hofstellen hinweisen, in Mähring auch das wiedererrichtete Kriegerdenkmal und die Erinnerungsstätte auf dem ehemaligen Friedhof. In diese Aufzählung gehört auch das an Asch grenzende Schönbach, das unter dem Namen Krásná noch existiert.
Die Dörfer und Orte um den Schilderberg gehörten in alter Zeit alle zum Baierischen Nordgau.

## Geschichte
Im Mittelalter waren die Dörfer nach Schildern eingepfarrt, wo nach Forschungen des Schilderner Lehrers Karl Pellar ein dem Heiligen Michael geweihtes Kirchlein stand. Deshalb feierten auch die seinerzeit zu dieser Kirchfahrt eingepfarrten Dörfer Schildern, Mähring, Neuhausen, Schönlind und Reichenbach (bis zum Bach) stets ihre Kirchweih gemeinsam am Sonntag nach Michaeli. Schilderner Flurbezeichnungen wie: Kirch Aeckerl, Kirchplatz und Kirchwiese untermauern die Annahmen Pellars. Nachdem in der Hussitenzeit dieses Kirchlein zerstört und nicht wieder errichtet worden war, erfolgte für die genannten Gemeinden die Einpfarrung nach Asch.

## Waldungen
Eine wichtige Funktion haben die Waldungen des Schilderbergs in Bezug auf den Natur- und Artenschutz.
Mit dem Pfaffenwald (tschechisch Smrkovec) stellen die Waldgebiete des Schilderbergs als unmittelbare Fortsetzung der großen Waldgebiete des Rehauer Forstes die einzigen durchgehenden Verbindungen des riesigen mitteleuropäischen Waldbandes dar, das im österreichischen Mühlviertel beginnt, über Böhmerwald (Bayerischen Wald), den Oberpfälzer Wald, die Wälder der Naab-Wondreb-Senke und des Fichtelgebirges bis hierher reicht und von Osten her von den Karpaten kommend, über das Sudetengebirge und das Erzgebirge sowie das Elstergebirge bis in den Ascher / Rehauer Raum verläuft.
Diese Waldbrücke stellt für Wildtiere die einzige zu allen Jahreszeiten benutzbare Verbindung zwischen den von Süden und den von Osten kommenden Waldgebieten dar.
Deshalb wurde in den Jahren 2009/10 zwischen dem Rehauer Ortsteil Eulenhammer und dem Schloss Sophienreuth eine der ersten Wildbrücken in Bayern über die A 93 gebaut.
Kartierungen von Rotwild und Luchs haben die Wichtigkeit dieser Verbindung untermauert.
Interessant ist in diesem Zusammenhang auch eine Erkenntnis, die durch Forschungen am autochthonen Auerwildbestand des Fichtelgebirges zutage kam:
Bei Untersuchungen an der TU München in Weihenstephan stellte sich heraus, dass weitere 12 ganz unterschiedliche Tierarten des Fichtelgebirges eine breitere genetische Basis aufweisen, als Tiere der angrenzenden Mittelgebirgszüge bzw. der Alpen. Das wird mit der Knotenfunktion des Fichtelgebirges und dem damit verbundenen vieltausendjährigem Genaustausch über diese Gebirgskreuzung erklärt. Es verdeutlicht die Wichtigkeit des Erhalts und der Funktionsfähigkeit dieser alten Verbindungswege.
Nach dem Fall der Grenze kann der Schilderberg wieder Ziel von Wanderungen aus seinem ganzen Umfeld und somit eine Brücke nicht nur für die Wildtiere, sondern auch für Menschen sein.